# Sujeonggwa

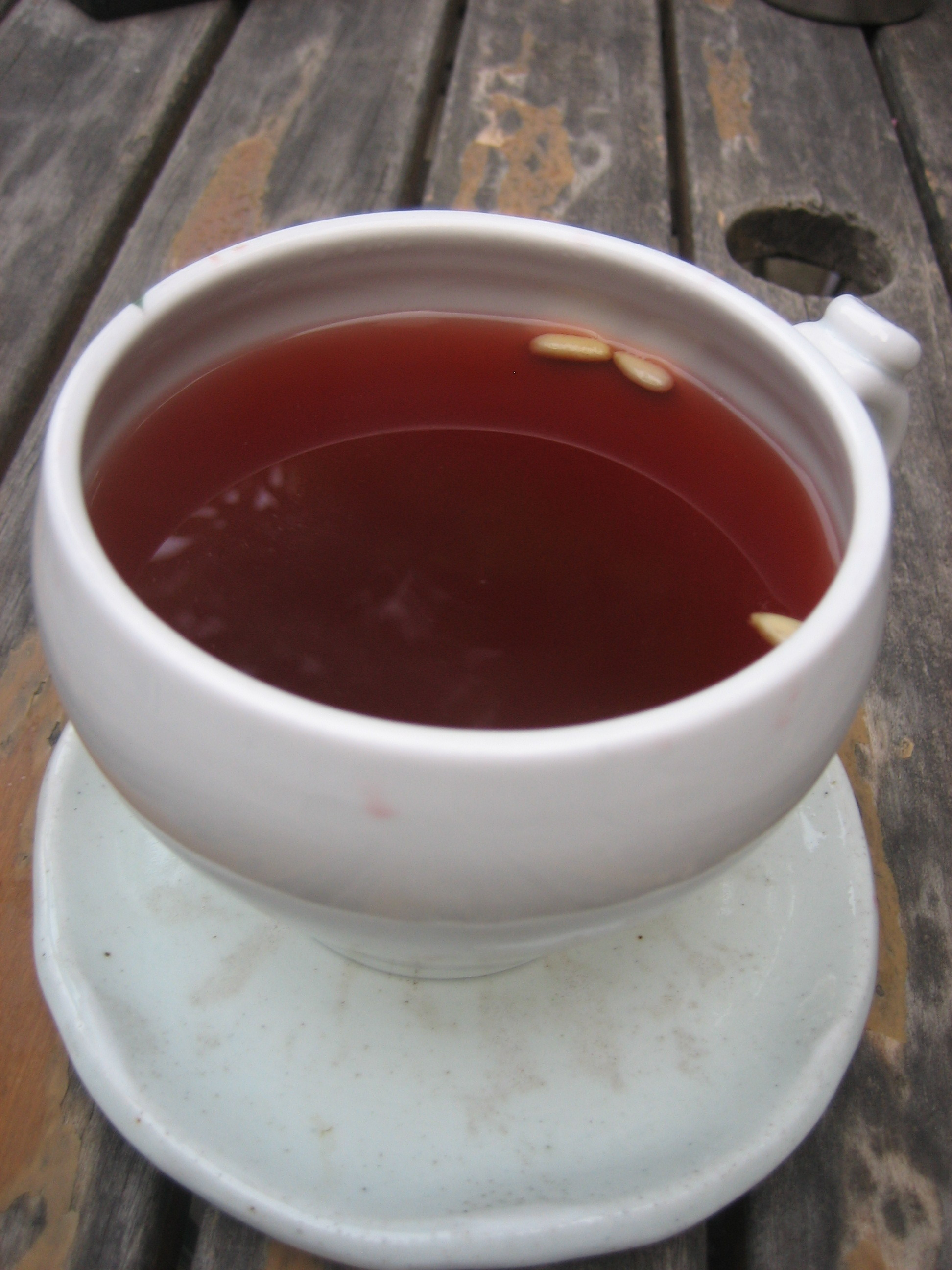
Sujeonggwa

Sujeonggwa är en koreansk traditionell fruktdryck. Den tillverkas av torkade sharonfrukter, kanel och ingefära. Den smaksätts med pinjenötter. Smaken är varm, söt och inte speciellt kryddig. Den serveras kall, ofta i en skål, och är mörkt rödbrun till färgen. Man brukar äta den som efterrätt, som sikhye.